# Procandea salazari
Procandea salazari är en insektsart som beskrevs av Young 1968. Procandea salazari ingår i släktet Procandea och familjen dvärgstritar. Inga underarter finns listade i Catalogue of Life.